# 桦川县
桦川县在黑龙江省东部，是佳木斯市下辖的一个县。位于三江平原腹地，松花江下游南岸。縣人民政府駐悦來鎮。

## 历史沿革

### 清朝
1909年（宣统元年），因依兰府所辖地域过广而人烟稀少，“然不预为措置，终难逐渐振兴”，东三省总督锡良奏请于依兰府南部的桦皮川增设县治，名为“桦川县”，获得朝廷批准。东北路道派人到实地勘察后，认为原拟建治地山高林密而有匪迹，于是奏请吉林省民政使司核准后，改拟于依兰府东部的东兴镇（今佳木斯）建治。1910年，又因佳木斯水灾，拟县治移至悦来镇，至1912年才落成衙署，是为桦川县建制之始。

### 中华民国
民国初年，桦川县隶吉林省。九一八事变后，日本关东军侵占东北全境，桦川县县治移到佳木斯镇，先后隶吉林省、三江省。1945年，满洲国倒台，国民政府未能接收该地，而是由中共中央东北局组建的合江省政府接收当地。1949年4月，合江省并入松江省，桦川县改隶松江省。

### 中华人民共和国
中华人民共和国成立后，1954年6月，松江省与黑龙江省合并，桦川县改隶黑龙江省。同年10月，黑龙江省合江地区专员公署成立，辖桦川县。1985年1月，合江地区撤销，实行市管县体制，桦川县隶属于黑龙江省佳木斯市。
桦川县原为国家级贫困县。2019年5月，桦川县正式退出国家级贫困县序列。

## 行政区划
桦川县下辖5个镇、3个乡、1个民族乡：
横头山镇、苏家店镇、悦来镇、新城镇、四马架镇、东河乡、梨丰乡、创业乡、星火朝鲜族乡、江川农场和宝山农场。

## 人口
根據第七次人口普查數據，截至2020年11月1日零時，樺川縣常住人口為145876人。

## 交通
- 221国道过境。